# Xã Sletten, Quận Polk, Minnesota
Xã Sletten (tiếng Anh: Sletten Township) là một xã thuộc quận Polk, tiểu bang Minnesota, Hoa Kỳ. Năm 2010, dân số của xã này là 177 người.